# 베니뉴 도베르뉴 드 생마르스

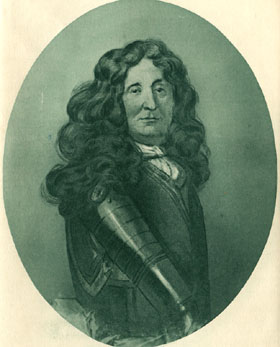

베니뉴 도베르뉴 드 생마르스(프랑스어: Bénigne Dauvergne de Saint-Mars: 1626년 - 1708년)는 17세기 말 - 18세기 초엽 프랑스 왕국의 교도소장이다. 소위 철가면을 맡은 교도소장으로 유명하다. 피그네롤, 레랭스 군도, 바스티유 등지에서 국사범을 주로 관리했다.